# Arhopala arata
Arhopala arata är en fjärilsart som beskrevs av Robert Christopher Tytler 1915. Arhopala arata ingår i släktet Arhopala och familjen juvelvingar. Inga underarter finns listade i Catalogue of Life.